# 長泉寺 (塩尻市)
長泉寺（ちょうせんじ）は 長野県塩尻市奈良井にある曹洞宗の寺院。山号は玉龍山。

## 歴史
貞治5年(1366年)、元章希本阿闍梨によって清高寺（せいごじ）として創建されたと伝わり、眞珠院の末寺とされる。
永禄11年（1568年）大名の藤田能登守信吉が中興開基となり、器外聞應が、中興開山して曹洞宗の長泉寺となった。
天正10年（1582年）、武田勝頼が木曾義昌を攻めた鳥居峠での戦いでは、奈良井にも戦火が及び、長泉寺は焼失。文禄元年（1592年）に再建された。
延宝元年(1673年)、九世の梅應築薫が、贄川の鴬着寺を中興開山した。

### お茶壺道中
江戸時代、幕府が将軍御用の京都宇治茶を茶壺に詰め、江戸城まで運ぶ行列を「お茶壺道中」、または「宇治茶壼道中」と呼ばれた。宇治を出発した一行は中山道を通り、奈良井宿では長泉寺を宿泊所としていた。
この行列は寛永10年（1633年）、三代将軍徳川家光の時代に制度化され、将軍の権威を知らしめるものとして幕末まで続けられた。寺には「御茶壺道中の際には御宿とすること」という記録が残っており、御宿は寺の仕事の一つであった。
長泉寺には江戸時代の御茶壺が現存している。それが旅の途中の不慮の事故への控えなのか、毎年御宿とする寺への礼なのかは、今となっては不明である。
毎年6月に行われる「奈良井宿場祭」の最終日には、御茶壺道中を再現した行列が長泉寺から出発し、奈良井宿場内を一巡している。

### ゆかりの人物
- 藤田能登守信吉

慶長20年（1615年）、藤田能登守信吉は大坂の陣に出陣したが、夏の陣で大きな痛手を負った。そのため、幕府に暇を請い信州諏訪温泉で湯治した。しかし、傷は思いのほか重く、長泉寺で最期を迎えて寺に葬られた。信吉の法名は「直指院殿一曳源心居士」。自身の苗字である「藤田」を代々名乗るよう、寺の住職に遺言を残したため、長泉寺に入った住職たちは明治になるまで藤田姓を名乗った。
- 福崎七之丞

福崎七之丞は、島津斉彬側近の薩摩藩士であったが、嘉永6年(1853年)、江戸から薩摩へ戻る大名行列の先触れの際、奈良井で滞在中に病死し、長泉寺に埋葬された。福崎七之丞が乗っていた駕篭が本堂窓際の天井に吊り下げられている。

## 境内

### 山門
山門は、元々は奈良井宿の本陣のものであった。火災で本陣は焼失したが、正門が残ったため、長泉寺の山門として移築された。
切妻造で銅板葺、一間一戸、薬医門は大火事を免れた貴重な遺構となっている。

### 本堂

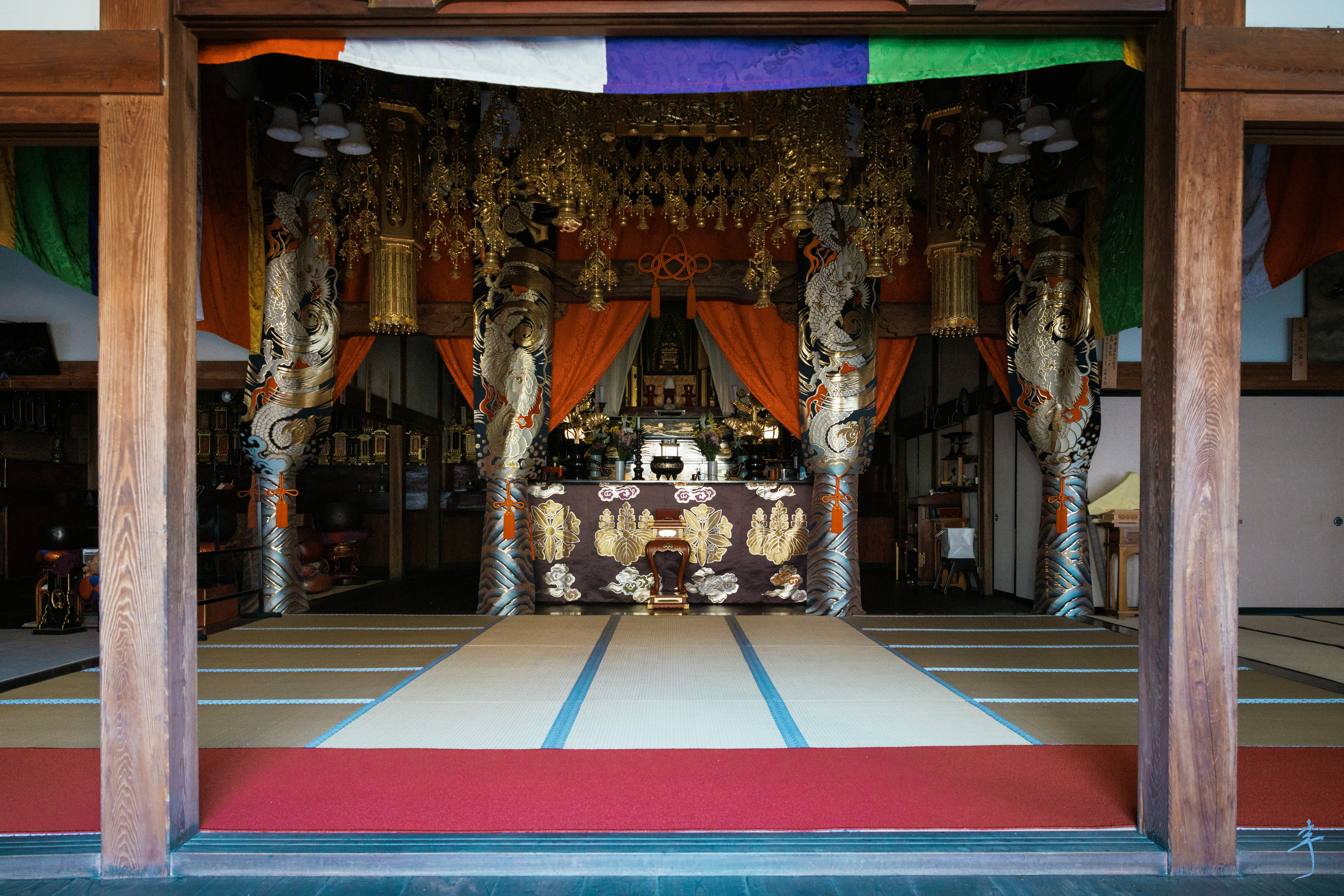
長泉寺本堂

天保年間(1831～1845年)に、奈良井宿の大火事で再び焼失するなど、移転や火災を繰り返し、数度再建されている。現在の本堂は慶応2年（1866年）に建てられたものである。 
本堂の「龍の大天井絵」は、明治になってから飛騨の匠・山口権之正が描いたものである。このほかにも、山口権之正は長野県内に数多くの作品を残している。
天井絵の大きさは長さ約20m、幅3.5m。龍は仏法護持の神将であり、修行僧を見守ると言われている。龍は水の神でもあり、火災から建物を守るという意味も持っている。
昭和の後半までは「鳴き龍」と呼ばれ、龍の目の真下で手を叩くと目の中の仕掛けが反響して独特な音が聞こえていた。しかし現在は、建物全体の老朽化のためか残念ながら音が響くことが無くなっている。

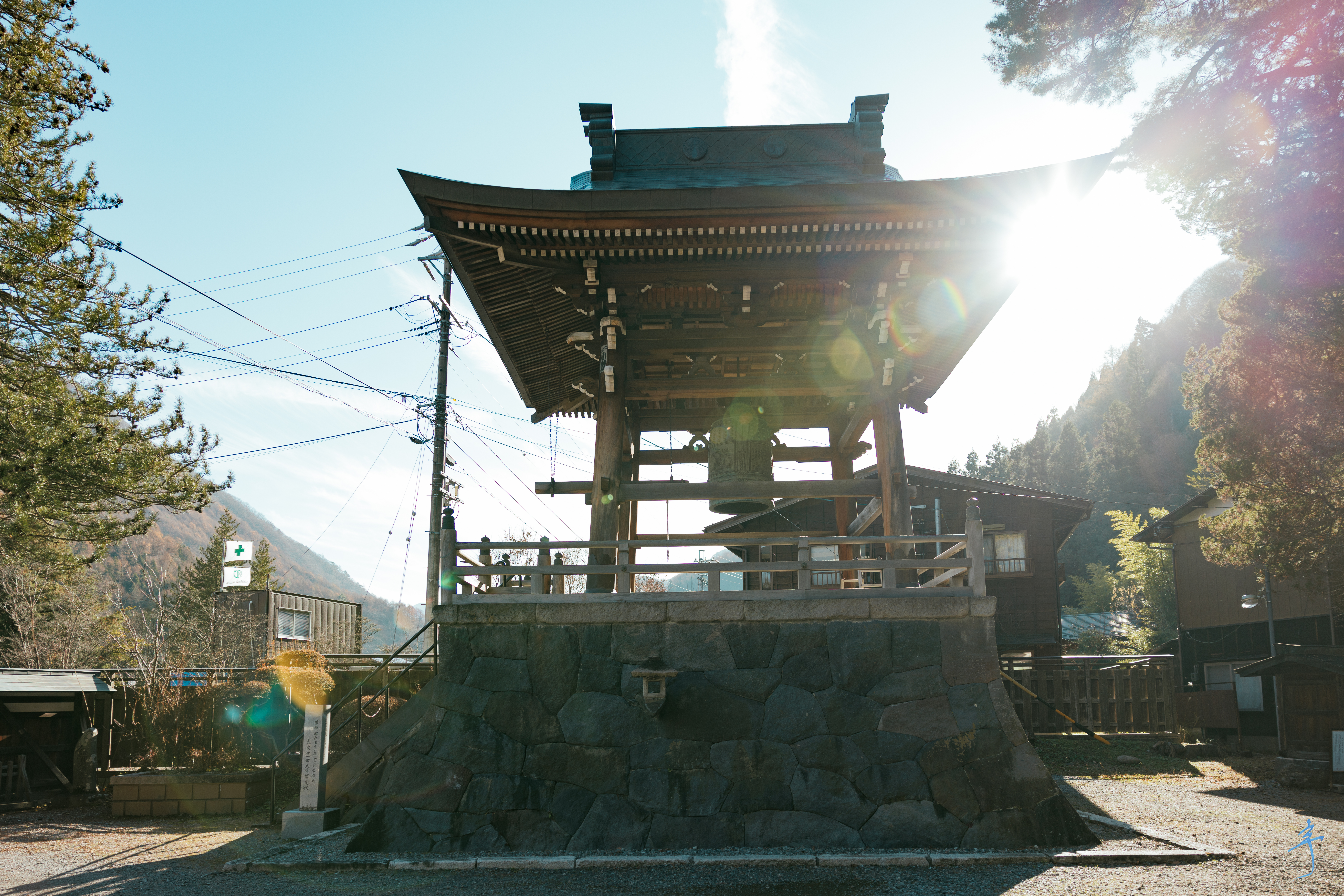
長泉寺鐘撞堂

### 観音堂
如意輪観音を本尊として祀っている。

### 地蔵堂
文化8年(1811年)に、高遠石工の守屋貞治の作である延命地蔵が祀られている。台座には「藤屋源吉建之　文化八辛未壬」と刻まれている。
- 庫裏
- 鐘搗堂

## 末寺
- 鴬着寺 (塩尻市)

## 関連リンク
- 玉龍山　長泉寺
- 奈良井宿五ヶ寺　塩尻市観光協会